# Elisabetta del Palatinato
Elisabetta del Palatinato (Heidelberg, 16 novembre 1483 – Baden-Baden, 24 giugno 1522) era un membro del casato di Wittelsbach e contessa palatina di Simmern e per matrimonio, in successione Llangravia d'Assia-Marburgo e margravia di Baden.

## Biografia
Elisabetta era figlia dell'elettore Filippo, (1448–1508) nata dal suo matrimonio con Margherita di Baviera (1456–1501), figlia del duca Ludovico IX di Baviera-Landshut.
Si sposò per la prima volta il 12 febbraio 1496 ad Heidelberg con il langravio Guglielmo III d'Assia-Marburgo (1471–1500). Le nozze ebbero luogo nel 1498 a Francoforte. Il matrimonio legò Guglielmo III più vicino alla casa del Palatinato mentre i suoi cugini a Kassel erano considerati partigiani dell'imperatore. Nel caso in cui sarebbe morto senza un erede, Guglielmo aveva promesso ad Elisabetta quasi l'intera contea di Katzenelnbogen come wittum. Tuttavia, quando Guglielmo III morì, tutto il suo territorio, incluso Katzenelnbogen, fu ereditato da suo cugino Guglielmo II d'Assia. Il partito del Palatinato propose quindi che Elisabetta sposasse Guglielmo II. Guglielmo rifiutò e sposò invece una principessa vicina alla casa d'Asburgo. Guglielmo II partecipò anche al divieto imperiale contro il padre e il fratello di Elisabetta, a causa della disputa sul wittum di Elisabetta.
Tre anni dopo la morte del suo primo marito Elisabetta sposò il 3 gennaio 1503 a Heidelberg il margravio Filippo I di Baden-Sponheim (1479–1533). In un contratto concluso nel 1508 in relazione alla dote di Elisabetta, fu stipulato che la parte di Sponheim che il Baden aveva ceduto al Palatinato nel 1463, doveva essere restituito al Baden.
Elisabetta morì il 14 giugno 1522 e fu sepolta nella Chiesa Collegiata di Baden-Baden.

## Figli
Dal suo secondo matrimonio con il margravio Filippo di Baden, Elisabetta ebbe i seguenti figli:
- Maria Giacomina (1507–1580)

sposò nel 1522 Guglielmo IV di Baviera
- Filippo (1508-1509);
- Filippo Giacomo (* / † 1511);
- Maria Eva (* / † 1513):
- Giovanni Adamo (* / † 1516);
- Massimiliano Gaspare (* / † 1519).

## Ascendenza
|                                    |                                    |                                  | Genitori                           |  |  | Nonni |  |  | Bisnonni                       |  |  | Trisnonni                  |  |
|                                    |                                    |                                  |                                    |  |  |       |  |  | 8. Ludovico III del Palatinato |  |  | 16. Roberto del Palatinato |  |
|                                    |                                    |                                  |                                    |  |  |       |  |  | 8. Ludovico III del Palatinato |  |  | 16. Roberto del Palatinato |  |
|                                    |                                    | 17. Elisabetta di Norimberga     |                                    |  |  |       |  |  | 8. Ludovico III del Palatinato |  |  |                            |  |
| 4. Ludovico IV del Palatinato      |                                    |                                  |                                    |  |  |       |  |  | 8. Ludovico III del Palatinato |  |  |                            |  |
|                                    |                                    | 9. Matilde di Savoia             | 18. Amedeo di Savoia-Acaia         |  |  |       |  |  |                                |  |  |                            |  |
|                                    |                                    | 9. Matilde di Savoia             | 18. Amedeo di Savoia-Acaia         |  |  |       |  |  |                                |  |  |                            |  |
|                                    |                                    | 9. Matilde di Savoia             | 19. Caterina di Ginevra            |  |  |       |  |  |                                |  |  |                            |  |
| 2. Filippo del Palatinato          |                                    | 9. Matilde di Savoia             |                                    |  |  |       |  |  |                                |  |  |                            |  |
|                                    |                                    | 10. Amedeo VIII di Savoia        | 20. Amedeo VII di Savoia           |  |  |       |  |  |                                |  |  |                            |  |
|                                    |                                    | 10. Amedeo VIII di Savoia        | 20. Amedeo VII di Savoia           |  |  |       |  |  |                                |  |  |                            |  |
|                                    |                                    | 10. Amedeo VIII di Savoia        | 21. Bona di Berry                  |  |  |       |  |  |                                |  |  |                            |  |
| 5. Margherita di Savoia            |                                    | 10. Amedeo VIII di Savoia        |                                    |  |  |       |  |  |                                |  |  |                            |  |
|                                    |                                    | 11. Maria di Borgogna            | 22. Filippo II di Borgogna         |  |  |       |  |  |                                |  |  |                            |  |
|                                    |                                    | 11. Maria di Borgogna            | 22. Filippo II di Borgogna         |  |  |       |  |  |                                |  |  |                            |  |
|                                    |                                    | 11. Maria di Borgogna            | 23. Margherita III di Fiandra      |  |  |       |  |  |                                |  |  |                            |  |
| 1. Elisabetta del Palatinato       |                                    | 11. Maria di Borgogna            |                                    |  |  |       |  |  |                                |  |  |                            |  |
|                                    | 12. Enrico XVI di Baviera-Landshut | 24. Federico di Baviera-Landshut |                                    |  |  |       |  |  |                                |  |  |                            |  |
|                                    | 12. Enrico XVI di Baviera-Landshut | 24. Federico di Baviera-Landshut |                                    |  |  |       |  |  |                                |  |  |                            |  |
|                                    | 12. Enrico XVI di Baviera-Landshut | 25. Maddalena Visconti           |                                    |  |  |       |  |  |                                |  |  |                            |  |
| 6. Ludovico IX di Baviera-Landshut | 12. Enrico XVI di Baviera-Landshut |                                  |                                    |  |  |       |  |  |                                |  |  |                            |  |
|                                    |                                    | 13. Margherita d'Asburgo         | 26. Alberto IV d'Asburgo           |  |  |       |  |  |                                |  |  |                            |  |
|                                    |                                    | 13. Margherita d'Asburgo         | 26. Alberto IV d'Asburgo           |  |  |       |  |  |                                |  |  |                            |  |
|                                    |                                    | 13. Margherita d'Asburgo         | 27. Giovanna di Baviera-Straubing  |  |  |       |  |  |                                |  |  |                            |  |
| 3. Margherita di Baviera-Landshut  |                                    | 13. Margherita d'Asburgo         |                                    |  |  |       |  |  |                                |  |  |                            |  |
|                                    |                                    | 14. Federico II di Sassonia      | 28. Federico I di Sassonia         |  |  |       |  |  |                                |  |  |                            |  |
|                                    |                                    | 14. Federico II di Sassonia      | 28. Federico I di Sassonia         |  |  |       |  |  |                                |  |  |                            |  |
|                                    |                                    | 14. Federico II di Sassonia      | 29. Caterina di Brunswick-Lüneburg |  |  |       |  |  |                                |  |  |                            |  |
| 7. Amalia di Sassonia              |                                    | 14. Federico II di Sassonia      |                                    |  |  |       |  |  |                                |  |  |                            |  |
|                                    |                                    | 15. Margherita d'Austria         | 30. Ernesto I d'Asburgo            |  |  |       |  |  |                                |  |  |                            |  |
|                                    |                                    | 15. Margherita d'Austria         | 30. Ernesto I d'Asburgo            |  |  |       |  |  |                                |  |  |                            |  |
|                                    |                                    | 15. Margherita d'Austria         | 31. Cimburga di Masovia            |  |  |       |  |  |                                |  |  |                            |  |
|                                    |                                    | 15. Margherita d'Austria         |                                    |  |  |       |  |  |                                |  |  |                            |  |